# LR-387
La carretera LR-387 es una carretera de Red Local perteneciente a la Red de Carreteras de la Comunidad Autónoma de La Rioja, de titularidad del Gobierno de La Rioja.
La LR-387, situada en la Rioja Baja, conecta la carretera de la Red Regional Básica LR-123 con la carretera de la Red Comarcal LR-283 a su paso por la localidad de Igea.
- Datos: Q5961722